# Ismael Falcón
Ismael Gómez Falcón (Cádiz, España, 24 de abril de 1984), conocido como Falcón, es un exfutbolista español que jugaba de portero.

## Trayectoria
Falcón comenzó su carrera futbolística en la Unión Deportiva Gaditana, equipo del que dio el salto al Cádiz C. F. con 14 años para jugar en el conjunto cadete. Tras seis años en el submarino amarillo y los dos últimos jugando en el equipo B, alternando entrenamientos con el primer equipo además de ir convocado en ocho ocasiones en la temporada 2003-04, llegó al Atlético de Madrid en el verano de 2004 para formar parte de la plantilla del filial. 
En la temporada 2006-07 se fue cedido por período de un año al Hércules C. F. Tras acabar contrato con el Atlético, fichó por el Celta de Vigo. En la temporada 2008-09, su primera en el conjunto celeste, jugó 13 partidos. En los dos años siguientes se consagró en el equipo, consiguiendo su puesto de guardameta titular, e incluso convirtiéndose en capitán (al hallarse lesionado el primer capitán, Borja Oubiña).
En julio de 2011 volvió al Hércules C. F. por dos temporadas, siendo titular indiscutible desde su llegada. En julio de 2014, y tras tres temporadas siendo titular indiscutible, abandonó el equipo alicantino para marcharse a la A. D. Alcorcón.
El 18 de julio de 2016 se conoció su fichaje por el C. D. Tenerife de la Segunda División española por una campaña, tras sonar para el Cádiz, recién ascendido, equipo de su tierra. El 6 de julio de 2017 inició su tercera etapa en el Hércules C. F. y el 17 de julio fue presentado por el club alicantino.
En junio de 2021 se comprometió con el Atlético Sanluqueño C. F. por una temporada. Un año después se marchó al San Fernando C. D., donde puso fin a su carrera como jugador en diciembre de 2022 para ser el entrenador de porteros.

## Clubes
| Club                      | País   | Año       |
| ------------------------- | ------ | --------- |
| Cádiz C. F. "B"           | España | 2002-2004 |
| Atlético de Madrid "B"    | España | 2004-2006 |
| Atlético de Madrid        | España | 2006-2008 |
| Hércules C. F. (cedido)   | España | 2007      |
| R. C. Celta de Vigo       | España | 2008-2011 |
| Hércules C. F.            | España | 2011-2014 |
| A. D. Alcorcón            | España | 2014-2015 |
| Córdoba C. F.             | España | 2015-2016 |
| C. D. Tenerife            | España | 2016-2017 |
| Hércules C. F.            | España | 2017-2021 |
| Atlético Sanluqueño C. F. | España | 2021-2022 |
| San Fernando C. D.        | España | 2022      |